# Jean François Eliaerts
Jean François Eliaerts, né à Deurne, Anvers, le 30 décembre 1761 et mort à Anvers, le 17 mai 1848, est un peintre français d'origine belge.
Son champ pictural couvre essentiellement les fleurs, les fruits, les natures mortes et les scènes de genre. Ses œuvres sont notamment conservées au Musée royal des Beaux-Arts d'Anvers, au Musée des Beaux-Arts de Gand et au Stadsmuseum Lier.

## Biographie

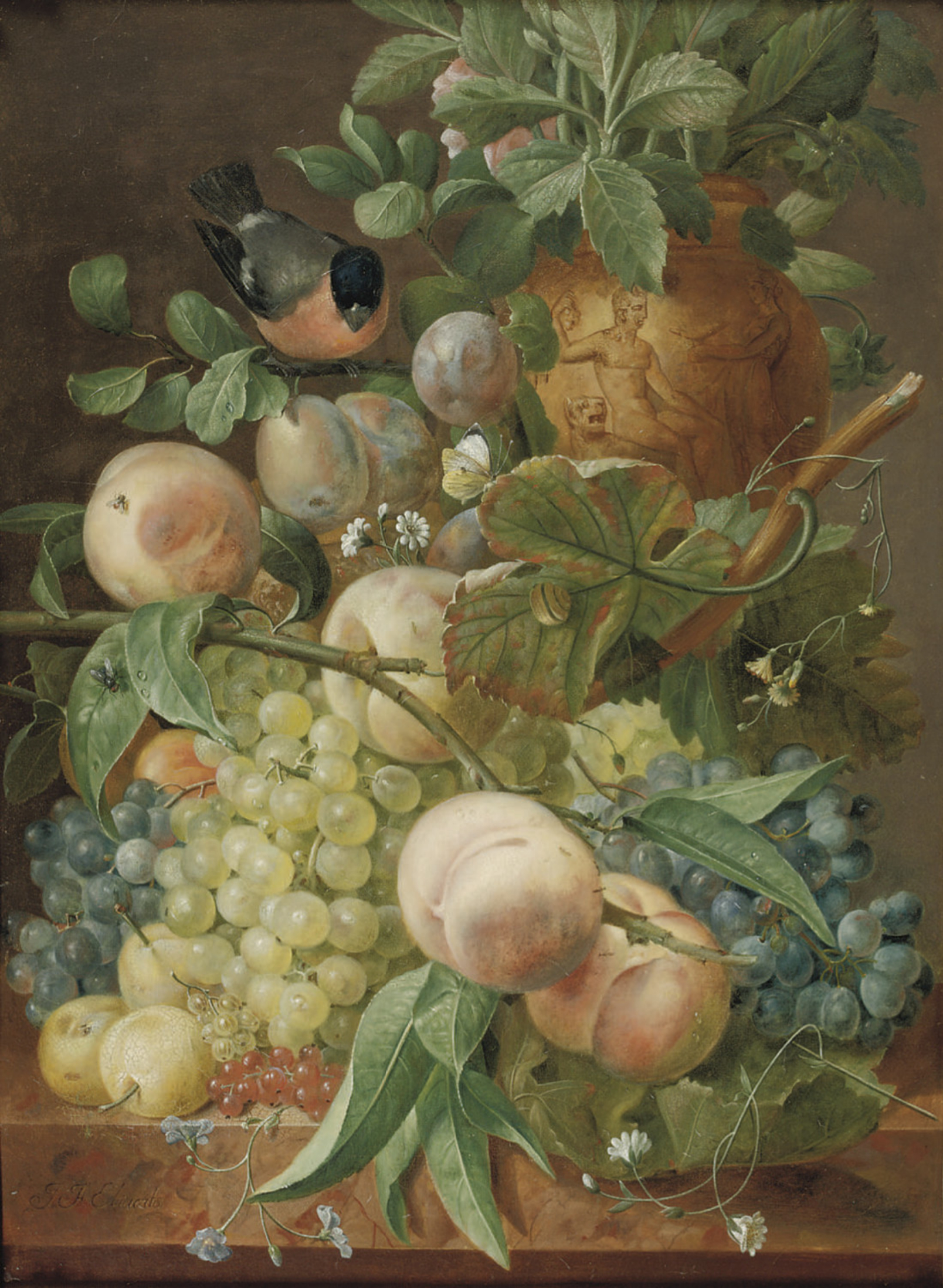
Fruits et oiseau près d'un vase sculpté.

### Famille
Jean François Eliaerts, né à Deurne, Anvers, le 30 décembre 1761, est le fils d'Adrien Eliaerts et de Jeanne Catherine Schallée. Il épouse en premières noces Geneviève Cohard, morte en 1832. Après son veuvage, il se remarie à Boulogne-Billancourt le 15 mai 1833 avec Jeanne Victorine Sauvage, née au Caire le 4 décembre 1800.

### Formation
Jean François Eliaerts est étudiant à l'Académie royale des beaux-arts d'Anvers, où il se forme à la peinture de fleurs et de fruits, à l'instar de ses condisciples Joris-Frederik Ziesel et Pieter Faes.

### Carrière
Établi en France avant 1807, Jean François Eliaerts devient professeur à l'Institut de la Légion d'honneur à Saint-Denis. Il expose régulièrement aux Salons de Paris de 1806 à 1848. Au Salon de Bruxelles de 1836, il obtient une médaille de bronze.
Pressentant sa fin prochaine, Jean François Eliaerts revient à Anvers, où il s'installe chez ses neveux au quartier Saint-Willibrord. Il y meurt, quelques mois plus tard, à l'âge de 86 ans, le 17 mai 1848.

## Œuvre

### Galerie

Fleurs dans un vase (s.d.), Musée royal des Beaux-Arts d'Anvers.
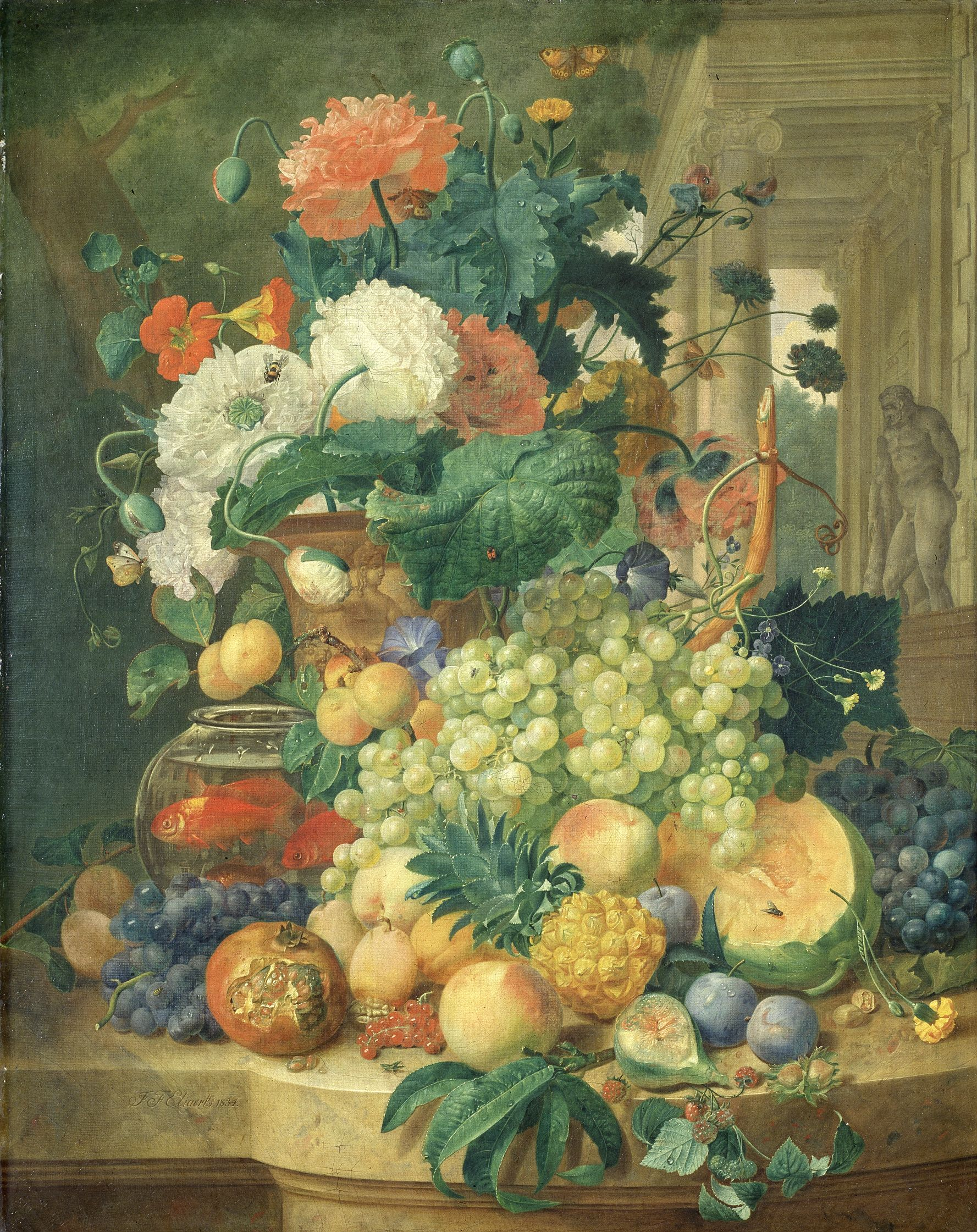
Nature morte aux fleurs et aux fruits (1834), Musée des Beaux-Arts de Gand.
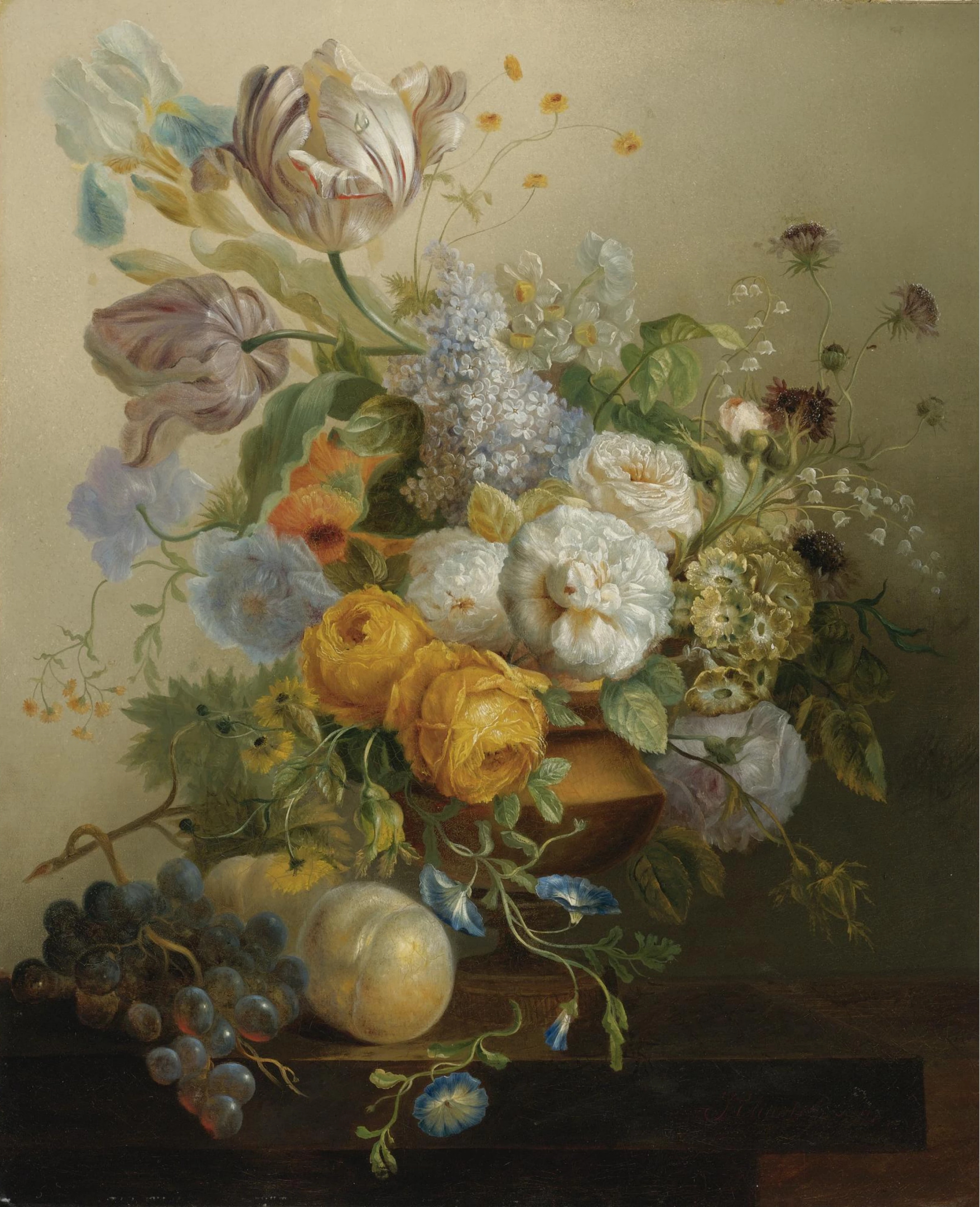
Nature morte aux fleurs et aux fruits (1790).
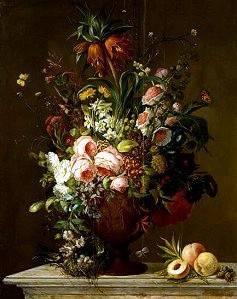
Bouquet de fleurs (1827).
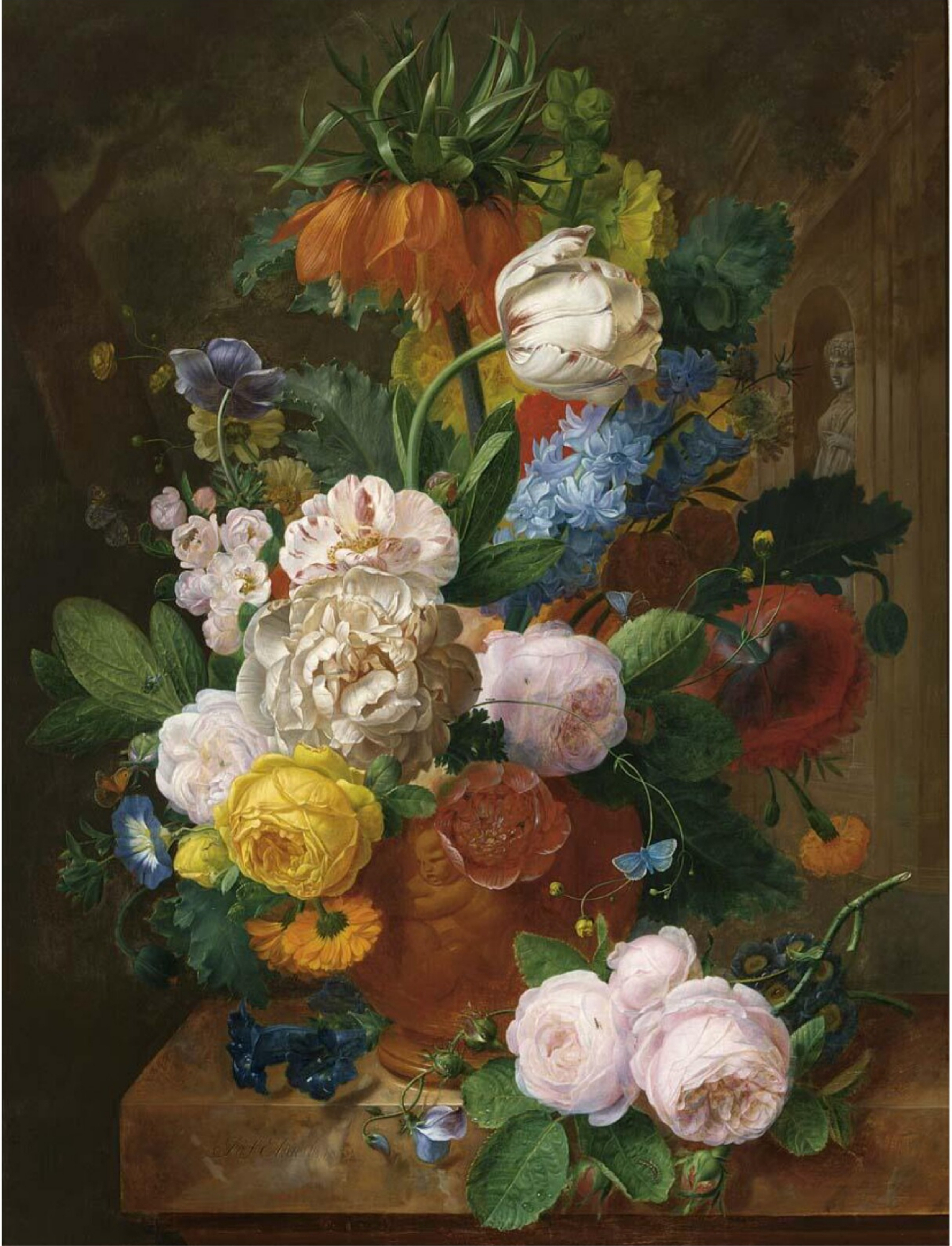
Nature morte dans un vase en terracotta (1832).

### Caractéristiques et style
Son champ pictural couvre essentiellement les fleurs et les fruits, de même que quelques scènes de genre comme L'Amour aux aguets dans un buisson de roses. Il s'inspire des anciens maîtres flamands Daniel Seghers, Jan Philip van Thielen, et particulièrement de Jan van Huysum. Sa composition est riche, son dessin pur et son coloris vigoureux. Il crée également des motifs destinés aux tapisseries de la Manufacture des Gobelins,.
En 1836, le critique Louis Alvin écrit : « Les deux tableaux de M. Eliaerts sont fort remarquables. Les fleurs en sont d'un excellent choix, parfaitement dessinées et peintes avec une grande habilité. Les roses jaunes, les auricules et les capucines sont à la fois vraies et délicatement rendues. La composition est élégante, le vase est de très bon goût. Nous voudrions un peu moins de sècheresse dans les contours et un effet moins éparpillé ».

### Expositions

#### Belgique
- Salon de Bruxelles de 1824 : deux tableaux de fruits[6].
- Salon de Bruxelles de 1836 : Fleurs et Fruits (médaille de bronze)[7].
- Salon d'Anvers de 1837 : Bouquet de fleurs dans un vase[8].
- Exposition de natures mortes au Rockoxhuis à Anvers en 2016 : Nature morte aux fleurs[9].

#### France
- Salon de Paris de 1810 à 1848 : 19 expositions[10].
- Salon de Lille en 1825.
- Salon de Douai en 1827, 1831 et 1833[10].
- Salon de Boulogne-sur-Mer de 1843 : obtient un petit module en argent[10].

#### Pays-Bas
- Exposition des maîtres vivants à Amsterdam en 1822 : deux tableaux représentant Un bouquet de fleurs[11].

### Collections muséales
La majeure partie de ses œuvres sont conservées en France, mais quelques-unes d'entre elles sont exposées en Belgique :  
- Musée royal des Beaux-Arts d'Anvers, Fleurs dans un vase (s.d.), huile sur toile, format 90 × 71 cm, inventaire no 126[12].
- Musée des Beaux-Arts de Gand : Nature morte aux fleurs et aux fruits (1834), inventaire no 1880-B, don de J.F.F. Heremans en 1884[13].
- Stadsmuseum Lier.